# Wincenty II Gonzaga
Wincenty II Gonzaga (ur. 8 lutego 1594 w Mantui, zm. 26 grudnia 1627 tamże) – książę Mantui i Montferratu w latach 1626–1627, kardynał w latach 1615–1616.

## Życiorys
Urodził się jako trzeci syn Wincentego I Gonzagi i Eleonory Medycejskiej. Jego starsi bracia – Franciszek IV i Ferdynand I byli kolejnymi książętami Mantui. Kiedy Ferdynand I porzucił stan duchowny, by zapewnić sukcesję po śmierci najstarszego brata, Wincenty uzyskał zapewnienie od papieża, że otrzyma jego beneficja. Nie przyjął święceń kapłańskich, ale został kreowany kardynałem 2 grudnia 1615 roku. Nie otrzymał też żadnej diakonii. Wkrótce potem zmęczył się kościelnymi obowiązkami, powrócił do rodzinnego miasta i wiódł rozwiązłe życie. Niebawem poślubił Izabelę Gonzagę, a papież w 1616 roku pozbawił go kapelusza kardynalskiego i beneficjów kościelnych. W 1626 roku, po śmierci swojego brata, Wincenty został siódmym księciem Mantui. Zmarł bezpotomnie, co doprowadziło do wygaśnięcia starszej linii Gonzagów i kryzysu sukcesyjnego zakończonego wojną o sukcesję mantuańską (1628–1631).